# Bruno Palazzo
Bruno Palazzo (La Plata, 18 novembre 2000) è un calciatore argentino, difensore del Gimnasia (J).

## Caratteristiche tecniche
È un difensore centrale.

## Carriera
Palazzo è cresciuto nel settore giovanile del Gimnasia (LP), con cui ha debuttato il 29 dicembre 2020 nell'incontro di Copa Diego Armando Maradona pareggiato 2-2 contro il Talleres (C) in cui ha trovato anche il primo gol in carriera. Il 13 gennaio seguente ha firmato il suo primo contratto professionistico con il club biancoblu. Nel giugno del 2022 è stato ceduto in prestito al Ferro (GP) fino a dicembre.
Rientrato al Gimnasia, ha giocato con poca frequenza nel corso del 2023 ed a fine anno svincolato in seguito alla scadenza del contratto. Il 30 gennaio 2024 ha firmato un contratto con il Gimnasia (J).

## Statistiche

### Presenze e reti nei club
Statistiche aggiornate al 1º agosto 2024.
| Stagione        | Squadra               | Campionato      | Campionato | Campionato | Coppe nazionali | Coppe nazionali | Coppe nazionali | Coppe continentali | Coppe continentali | Coppe continentali | Altre coppe | Altre coppe | Altre coppe | Totale | Totale | Totale |
| Stagione        | Squadra               | Comp            | Pres       | Reti       | Comp            | Pres            | Reti            | Comp               | Pres               | Reti               | Comp        | Pres        | Reti        | Pres   | Reti   |        |
| --------------- | --------------------- | --------------- | ---------- | ---------- | --------------- | --------------- | --------------- | ------------------ | ------------------ | ------------------ | ----------- | ----------- | ----------- | ------ | ------ | ------ |
| 2020            | Gimnasia (LP)         | PD              | 0          | 0          | CA+CM           | 1+2             | 0+1             |                    | -                  | -                  |             | -           | -           | 3      | 1      |        |
| 2021            | Gimnasia (LP)         | PD              | 1          | 0          | CA+CdL          | 0+3             | 0               |                    | -                  | -                  |             | -           | -           | 4      | 0      |        |
| 2022            | Ferro (GP)            | TFA             | 16         | 2          | CA              | 0               | 0               |                    | -                  | -                  |             | -           | -           | 16     | 2      |        |
| 2023            | Gimnasia (LP)         | PD              | 5          | 0          | CA+CdL          | 0               | 0               | CS                 | 1                  | 0                  |             | -           | -           | 6      | 0      |        |
| 2024            | Template:Calcio Jujuy | PN              | 7          | 0          | CA              | 0               | 0               |                    | -                  | -                  |             | -           | -           | 7      | 0      |        |
| Totale carriera | Totale carriera       | Totale carriera | 29         | 2          |                 | 6               | 1               |                    | 1                  | 0                  |             | -           | -           | 36     | 3      |        |